# Louison (Musset)
Pour les articles homonymes, voir Louison.
Louison est une comédie en deux actes et en vers d'Alfred de Musset, créée le 22 février 1849 au Théâtre-Français.

## Personnages
- Le Duc
- La Duchesse
- La Maréchale
- Berthaud
- Lisette
- Des valets
- Une femme

## Résumé

### Acte I
- Scène 1 : Lisette, seule, raconte la vie qui l'a conduite à devenir gouvernante. Elle décide de renvoyer au Duc, son maître, une bague qu'il lui a offerte en cachette de sa femme. Elle écrit un petit mot expliquant au Duc qu'elle ne l'aime pas.
- Scène 2 : Entre le Duc. Lisette lui donne la bague et le papier. Le Duc lui rend la bague en prétendant qu'il lui fait ce cadeau non pas parce qu'il l'aime, mais parce qu'il veut qu'elle ait de beaux bijoux à porter. Il lui dit ensuite qu'il veut lui parler seul à seule. Pour cela, il ira avec sa femme à un bal prévu ce soir-là. Une fois là-bas, il s'esquivera pour revenir chez lui sans sa femme.
- Scène 3 : Lisette, seule, hésite à accepter le rendez-vous.
- Scène 4 : Entre Berthaud, un jeune campagnard que Lisette avait connu dans son enfance. Il lui dit qu'il veut l'épouser. Elle lui répond qu'elle accepte, mais qu'il doit d'abord demander sa main au Duc.
- Scène 5 : Le Duc essaie de convaincre la Duchesse d'aller au bal avec lui, mais elle dit qu'elle est souffrante. Le Duc se résout à devoir partir seul tandis que la Marquise jouera aux cartes avec sa belle-mère, la Maréchale.
- Scène 6 : La Duchesse demande à Lisette de sortir afin d'être seule avec sa belle-mère.
- Scène 7 : La Duchesse dit à la Maréchale qu'elle pense que le Duc en aime une autre.
- Scène 8 : Lisette entre. En la voyant, la Duchesse blêmit et dit à sa belle-mère qu'elle croit que c'est elle que le Duc aime. La Maréchale la rassure.

### Acte II
- Scène 1 : Berthaud, seul dans le grenier, travaille le texte de la demande en mariage qu'il fera au Duc pour Lisette.
- Scène 2 : Lisette vient et lui donne des habits convenables pour qu'il ne soit pas jeté dehors par un laquais.
- Scène 3 : Berthaud tente de faire sa déclaration au Duc, mais celui-ci ne le laisse pas parler et le renvoie.
- Scène 4 : Le Duc dit à Lisette qu'il pense que la Duchesse le suivra au bal par jalousie. Il reviendra donc sans crainte pour le rendez-vous qu'il lui a donné.
- Scène 5 : Berthaud, seul, se plaint de son échec.
- Scène 6 : La Maréchale entre. Berthaud essaie de lui demander la main de Lisette, mais comme le Duc, elle ne le laisse pas dire un mot. Berthaud part.
- Scène 7 : La Maréchale, seule, décide de prendre en main la situation et d'arrêter son fils dans son projet d'amour avec Lisette.
- Scène 8 : Lisette entre avec des habits, la Maréchale lui demande ce qu'elle veut en faire. Lisette lui dit que la Duchesse a décidé de partir au bal. La Maréchale voit alors la bague de Lisette, comme celle-ci ne veut pas lui dire d'où elle la tient, elle pense que c'est le Duc qui la lui a offerte et lui donne son congé définitif.
- Scène 9 : Lisette, seule, se plaint d'avoir été renvoyée.
- Scène 10 : La Duchesse, habillée pour aller au bal, entre. Elle craint que son mari ne l'y trompe. Elle demande donc à Lisette de prendre ses habits et d'aller surveiller son mari.
- Scène 11 : Lisette seule, hésite d'abord, puis se décide à partir.
- Scène 12 : Berthaud entre en lui déclarant qu'il ne veut plus l'épouser, car il a appris sa prétendue liaison avec le Duc. Elle rit de lui et l’emmène avec elle sans lui dire où.
- Scène 13 : La Duchesse raconte à sa belle-mère son idée de déguisement et ses peines. En effet, le Duc mène une vie heureuse partout et elle est jalouse. Elle décide d'attendre le Duc.
- Scène 14 : Elle ne sait pas quoi faire pour passer le temps et se tenir éveillée : elle s'endort.
- Scène 15 : Le Duc entre et voit la Duchesse. Il comprend qu'elle l'a attendu et qu'elle l'aime. Le Duc, parlant seul, décide de l'aimer davantage et d'arrêter de chercher l'amour ailleurs. Il est à genoux devant elle. La Duchesse s'est réveillée et l'a écouté sans qu'il le sache. Quand il se tait, elle le prend dans ses bras, heureuse. La Maréchale, qui a tout entendu, entre. Le Duc leur annonce également que Lisette va partir : il l'a vu au bal avec Berthaud, qui lui a annoncé leur mariage.
- Scène 16 : Lisette entre avec Berthaud en disant qu'elle part pour se marier avec lui. La Maréchale s'excuse auprès de Lisette de ses soupçons erronés. Lisette reprend son vrai nom : Louison. La pièce se termine sur les mots du Duc : « Aimez bien votre femme ; [...] c'est encore ici-bas la plus sage folie »[2].

## Adaptations françaises
- 1849 : Comédie Française[3]
- 1949 : mise en scène Maurice Escande, Comédie Française[4]
- 1991 : mise en scène José Renault, Théâtre de Saint-Dizier[5]
- 1994 : mise en scène Manuel Weber, Tremplin Théâtre[6]
- 2000 : mise en scène Justine Heynemann, Théâtre du Lucernaire[7]
- 2011 : mise en scène François Danell, Théâtre municipal Ducourneau[8]
- 2019 : mise en scène Pauline Boccara, Théâtre du Roi René[9]